# Ceratozetella helenae
Ceratozetella helenae är en kvalsterart som beskrevs av Paulitchenko 1993. Ceratozetella helenae ingår i släktet Ceratozetella och familjen Ceratozetidae. Inga underarter finns listade i Catalogue of Life.